# Westmiomaffo
Westmiomaffo (indonesisch Miomaffo Barat) ist ein indonesischer Distrikt (Kecamatan) im Westen der Insel Timor.

## Geographie
Der Distrikt gehört zum Regierungsbezirk Nordzentraltimor (Timor Tengah Utara) der Provinz Ost-Nusa Tenggara. Westlich liegt der Distrikt Mutis, nördlich die Distrikte Bikomi Nilulat und Musi und die osttimoresische Exklave Oe-Cusse Ambeno, im Osten die Distrikte Zentralbikomi (Bikomi Tengah) und Noimuti und im Süden der Regierungsbezirk Südzentraltimor mit den Distrikten Tobu und Polen.
Westmiomaffo teilt sich in zehn Desa und zwei Kelurahan:
Desa:
- Fatuneno
- Fatunisuan
- Fatutasu
- Haulasi
- Lemon
- Manusasi
- Noepesu
- Noetoko
- Saenam
- Suanae

Kelurahan:
- Eban
- Sallu

Der Grenzverlauf zur osttimoresischen Exklave Oe-Cusse Ambeno ist beim Dorf Manusasi nicht vollständig geklärt. Das indonesische Dorf beansprucht das fruchtbare Gebiet um den Berg Bisae Súnan, das Landkarten auf der anderen Seite der Grenze ansiedeln. Das osttimoresische Dorf Haemnanu hält dagegen. Der Konflikt schwelte schon in den 1960er Jahren.

## Einwohner
In Westmiomaffo leben 14.424 Einwohner.